# Juan Taratuto
Juan Esteban Taratuto (Buenos Aires, 1971) es un director de cine y televisión y guionista argentino. Su padre fue el juez, dramaturgo y libretista de televisión Gerardo Taratuto.

## Carrera
Es egresado del Colegio Nacional de Buenos Aires. Estudio Ciencias de la comunicación en la Universidad de Buenos Aires y cine en el Instituto de Arte Cinematográfico de Avellaneda (IDAC) y en la Fundación Universidad del Cine (FUC). Desde 1995 se desempeña como director publicitario para el mercado local y el exterior, trabajando para productoras como Peluca Films, Argentina Cine y La Brea Producciones. Sus comerciales han ganado premios de la FIAPF, el Festival de Cannes, los Clio Awards, entre otros. 
En el año 2004 escribió y dirigió No sos vos, soy yo, su primer largometraje, protagonizado por Diego Peretti, Soledad Villamil y Cecilia Dopazo. La película logró el mayor ingreso de taquilla de 2004 para una película independiente en Argentina y el mayor ingreso de taquilla de 2005 para una película de Argentina en España. 
También dirigió las películas: ¿Quién dice que es fácil? (2007) y Un novio para mi mujer (2008).

## Vida personal
Desde 1999 está en pareja con la actriz Cecilia Dopazo, con quien tiene dos hijos, Santino, nacido en 2001, y Francisco, nacido en 2004.

## Filmografía en cine

### Como asistente de dirección
- 1995: Hasta donde llegan tus ojos.
- 1995: La nave de los locos.
- 1997: Un crisantemo estalla en cinco esquinas.
- 1998: Dibu 2, la venganza de Nasty, dirigida por Carlos Galettini.
- 1999: La noche del coyote.

### Como director
- 2004: No sos vos, soy yo
- 2007: ¿Quién dice que es fácil?
- 2008: Un novio para mi mujer
- 2013: La reconstrucción
- 2015: Papeles en el viento
- 2016: Me casé con un boludo
- 2024: No negociable

### Como guionista
- 2004: No sos vos, soy yo (junto a Cecilia Dopazo)
- 2015: Papeles en el viento (junto a Eduardo Sacheri)
- 2016: Me casé con un boludo (junto a Pablo Solarz)

## Filmografía en televisión

### Como director
- 1997: Laberinto
- 2005: Ringtone
- 2009-2010: Ciega a citas (junto Daniel De Felippo y Gustavo Luppi)